# Roque Cinchado
Roque Cinchado je slavný sopečný útvar a skalní jehla, který se nachází v národním parku Teide v obci La Orotava v srdci ostrova Tenerife na Kanárských ostrovech ve Španělsku. Je považovaný za symbol ostrova Tenerife.

## Další informace
Roque Cinchado se nachází v nadmořské výšce 2000 m a asi 1700 metrů pod vrcholem sopky Pico del Teide. Je vulkanického původu z převážně vrstvami vulkanoklastických sedimentárních hornin a jeho tvar vznikl erozí. Patří do řady velkých skalních útvarů známých jako Roques de García. Roque Cinchado má výšku 27 m a objevil se také na španělských bankovkách v hodnotě tisíc peset s Pico del Teide v pozadí.

## Galerie

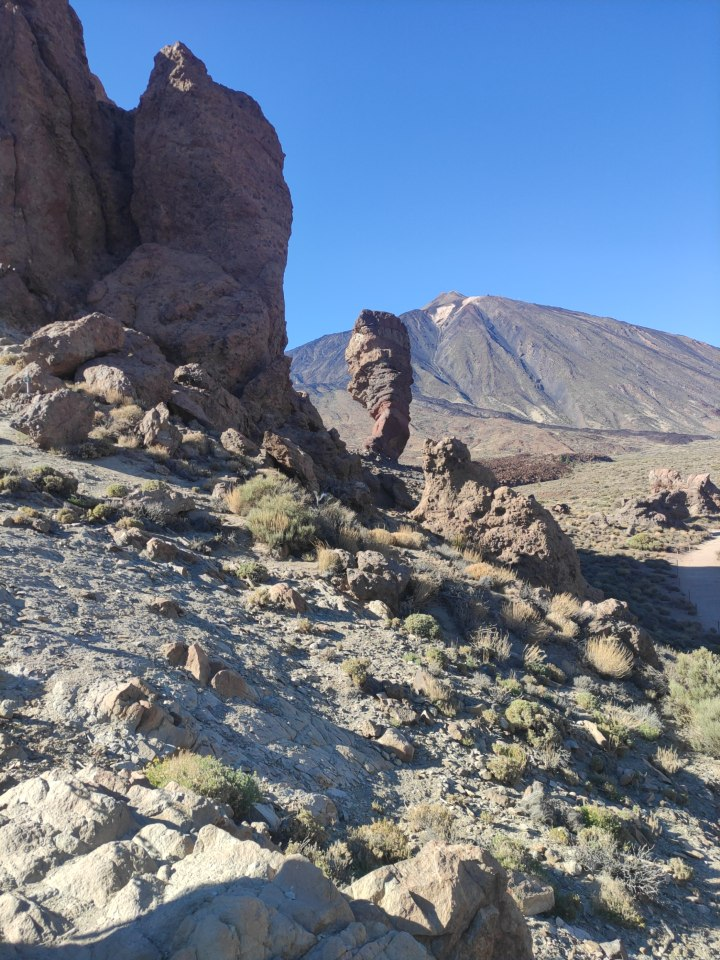
Roque Cinchado a Teide
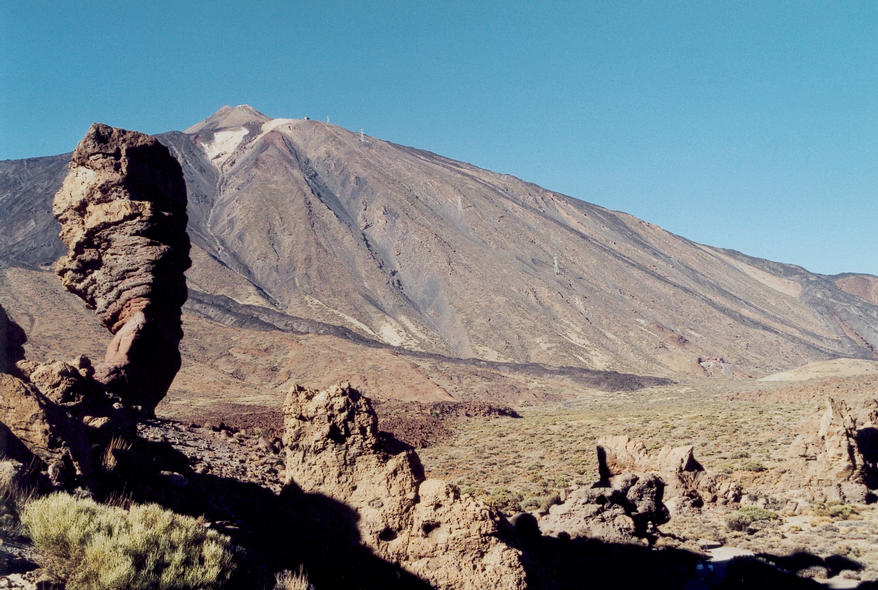
Roque Cinchado a Teide
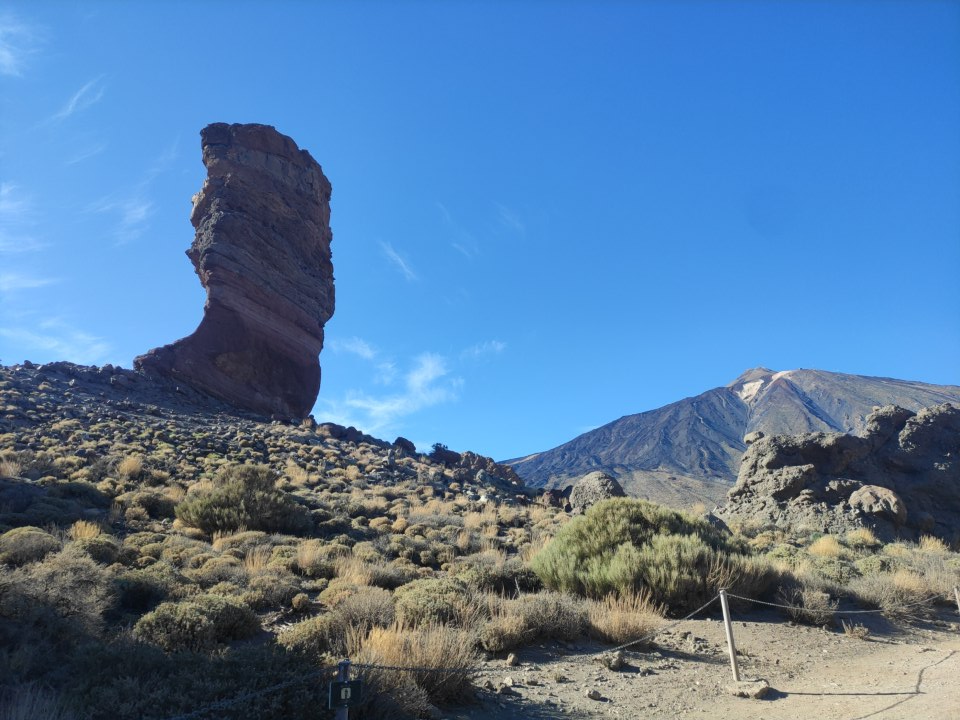
Roque Cinchado a Teide
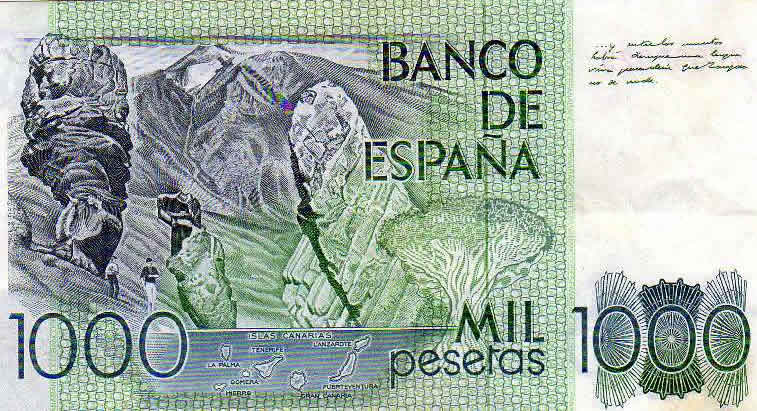